# Sov gott
Sov gott är ett svenskt TV-program som hade premiär den 20 april 2023 på SVT Play och SVT. Medverkar gör bland andra komikern David Batra och Christian Benedict som är en tysk sömnforskare verksam vid Uppsala universitet.
Den första säsongen består av fyra avsnitt.

## Handling
Serien kretsar kring sömnproblem som nära nog hälften av alla svenskar lider av. En av dem är seriens programledare David Batra. För att lära sig hur man kan få bukt med problemen tar Batra hjälp av sömnforskaren Benedict. I serien utsätts Batra för olika utmaningar och experiment som exempelvis innebär att han skickas till ett amfibieregemente där han utsätts för maximal stress. I serien medverkan även en kändis per avsnitt som också lider av sömnproblem och tillsammans ska de försöka få bukt med sina sömnproblem. Medverkande kändisar i serien är Björn Hellberg, Anna Mannheimer, Antonija Mandir och Loui Sand.